# Enoplognatha franzi
Enoplognatha franzi es una especie de araña araneomorfa del género Enoplognatha, familia Theridiidae. Fue descrita científicamente por Wunderlich en 1995.
Habita en el Mediterráneo.